# Symbole de marque de service
 (signalé en juin 2025).
Si vous disposez d'ouvrages ou d'articles de référence ou si vous connaissez des sites web de qualité traitant du thème abordé ici, merci de compléter l'article en donnant les références utiles à sa vérifiabilité et en les liant à la section « Notes et références ».
- Archive Wikiwix
- Bing
- Cairn
- DuckDuckGo
- E. Universalis
- Gallica
- Google
- G. Books
- G. News
- G. Scholar
- Persée
- Qwant
- (zh) Baidu
- (ru) Yandex
- (wd) trouver des œuvres sur Wikidata

 (décembre 2023).
Le symbole de marque de service (℠) est un symbole couramment utilisé aux États-Unis pour indiquer que la marque qu'il précède est une marque de service. La manière correcte d’afficher le symbole est de suivre immédiatement le nom du service, en exposant. 
Les caractères "SM" signifient Service Mark.